# Todas as Cores
Todas as Cores é o quarto e último álbum de estúdio da cantora brasileira Preta Gil, lançado em 27 de outubro de 2017 pela Sony Music. O álbum foi produzido por Batutinha, e possui participações dos cantores Pabllo Vittar, Marília Mendonça e Gal Costa.

## Faixas
| Versão padrão  |                                                   |                                                            |         |  |
| N.º            | Título                                            | Compositor(es)                                             | Duração |  |
| 1.             | "Sai da Geladeira"                                | Pretinho da Serrinha Leandro Fab Rogê Seu Jorge            | 2:57    |  |
| 2.             | "Cheia de Desejo"                                 | Filipe Escandurras Gigi Magno Sant'anna                    | 2:25    |  |
| 3.             | "Mozi"                                            | Batutinha Gabriel Cantinni                                 | 3:08    |  |
| 4.             | "Decote" (participação de Pabllo Vittar)          | Rodrigo Gorky Yuri Drummond Pablo Bispo                    | 2:58    |  |
| 5.             | "Sei Lá"                                          | Preta Gil Raniere Oliveira Marquinho Osócio                | 3:02    |  |
| 6.             | "Ver o Mar"                                       | Daniel Pereira Fabio Lessa Thiago Maximino Luandha Valeria | 3:09    |  |
| 7.             | "Não Me Testa" (participação de Marília Mendonça) | Marília Mendonça Juliano Tchula                            | 3:25    |  |
| 8.             | "All Right"                                       | Aila Menezes Mikael Mutti                                  | 3:36    |  |
| 9.             | "Vá Se Benzer" (participação de Gal Costa)        | Leonardo Reis Deco Simões Emerson Taquari Sergio Rocha     | 2:42    |  |
| 10.            | "Botando a Fila pra Andar"                        | Ana Carolina                                               | 3:19    |  |
| Duração total: | Duração total:                                    | Duração total:                                             | 31:01   |  |